# Гумдаг
Гумдаг (туркм. Gumdag) — посёлок в Балканском велаяте на западе Туркменистана.

## История
С 1951 по 1956 год был центром Кум-Дагского района Ашхабадской области. В 1992 году пгт Гумдаг был преобразован в город. 9 ноября 2022 года город Гумдаг был преобразован в посёлок.

## География
Расположен южнее города Балканабад на одноимённой возвышенности прикаспийской низменной равнины. Западнее города находится нефтегазовое месторождение Кумдаг.

## Население
Население Гумдага составляло 16 529 человек (1989 год) и 26 238 человек (2008 год).
| Год  | Численность | Численность |
| ---- | ----------- | ----------- |
| 1959 | 9237        | [ 3 ]       |
| 1970 | 11 615      | [ 4 ]       |
| 1979 | 14 448      | [ 5 ]       |
| 1989 | 16 529      | [ 6 ]       |
| 2009 | 26 831      |             |